# Carex putjatini
Carex putjatini är en halvgräsart som beskrevs av Vladimir Leontjevitj Komarov. Carex putjatini ingår i släktet starrar, och familjen halvgräs. Inga underarter finns listade i Catalogue of Life.